# Tommaso Obicini
Tommaso Obicini, il cui vero nome era Giovanni Battista, conosciuto anche come Tommaso da Novara (Nonio, 9 novembre 1585 – Roma, 7 novembre 1632), è stato un religioso e arabista italiano.

## Biografia
Tommaso Obicini fu battezzato con il nome di Giovanni Battista lo stesso giorno della nascita, il 9 novembre del 1585 nella parrocchia di San Biagio a Nonio, un piccolo centro abitato situato sulle rive del Lago d'Orta e appartenente alla diocesi di Novara. Figlio di Antonio e Caterina venne tenuto a battesimo da Giuseppe Moglini ed Elisabetta Pollini. Nel tempo alcuni autori misero in dubbio il luogo di nascita interpretando il "noniensis" come errata trascrizione di "novariensis" o indicando come luogo di nascita Ameno, tutto ciò viene smentito dallo stesso Obicini che nella sua opera principale, la "Grammatica araba" si definisce "noniensis, Dioec. Novariae.".
Fu ordinato sacerdote nell'ordine dei francescani il 20 settembre del 1608 nella basilica di San Giovanni in Laterano a Roma, in quest'occasione assunse il nome di Tommaso. Il 9 giugno del 1612 il capitolo generale dei francescani lo nominò vicario della Custodia di Terra Santa.

### In Medioriente
Lasciò Venezia il 20 settembre 1612 diretto a Gerusalemme dove giunse alla fine del mese di novembre, qui mantenne la carica di vicario fino all'aprile del 1613 quando, per ragioni non note, lasciò Gerusalemme per Aleppo, dove divenne guardiano del locale convento, carica che mantenne fino al 1620. Nel 1618 intraprese un viaggio in Egitto in occasione del quale ebbe modo di trascrivere le iscrizioni sulle stele ed incisioni presenti nello Wadi Mukattab rendendole note nel mondo occidentale.
Obicini ebbe un ruolo attivo nelle trattative che portarono alla convocazione, da parte di Eliyya VIII (del Monastero di Rabban Ormisda) del sinodo del marzo del 1616 in cui vi fu un tentato riavvicinamento fra le diverse linee della Chiesa d'Oriente e la chiesa di Roma. In seguito al sinodo vi fu un effettivo riavvicinamento dei caldei consolidato da un viaggio di Obicini a Baghdad pr incontrare il Patriarca, nonostante un fitto scambio di dichiarazioni per perfezionare l'unione, questa non venne poi ratificata da Roma. Obicini intrattenne relazioni anche con il patriarca della Chiesa assira d'Oriente Shimun X che consegnò ad Obicini la professione di fede e che avrebbe dovuto recarsi con lui a Roma per incontrare il Papa Paolo V.
Nel 1620, in seguito alla morte di Basilio Basili avvenuta nel 1619, assunse il ruolo di Custode di Terra Santa. Durante il viaggio da Aleppo a Gerusalemme ebbe modo di fermarsi a Nazareth e di constatare lo stato di abbandono della Basilica dell'Annunciazione, nel novembre dello stesso anno si recò a Baghdad per richiedere all'emiro Fakhr al-Din II il possesso della basilica, oltre alla basilica e a del denaro ottenne anche il permesso di edificare una chiesa ed un ospizio ad Acri. Ad Obicini si deve anche la costruzione di un convento a Sidone e il recupero e restauro della Chiesa di San Giovanni Battista ad Ain Karem.

### Ritorno a Roma
Nel 1621 Obicini, preoccupato per la situazione dei luoghi Santi e per la posizione dell'ordine francescano nella loro custodia e tutela, si recò a Roma per chiedere aiuto al Papa. A Roma, nell'aprile del 1622, venne coinvolto nel progetto di revisione delle versioni in arabo della Bibbia e della loro conformazione alla Vulgata, la commissione, costituita nel novembre del 1622 era composta da quattro membri. Sempre nell'aprile del 1622 rinunciò alla carica di Custode della Terra Santa, si ritirò nel convento di San Pietro in Montorio e, tramite un memoriale, propose la fondazione di un collegio per lo studio della lingua araba all'interno dello stesso convento. La sua proposta venne accolta e nel settembre del 1622 Obicini iniziò ad insegnare arabo non senza tentativi di osteggiamento da parte dei confratelli.
La sorte e la custodia dei luoghi santi rimasero una sua priorità, di questo periodo sono un suo opuscolo, indirizzato a Papa Urbano VIII, in cui viene analizzata la situazione dei luoghi in Terra Santa e una lettera alla famiglia Medici in cui offrì il patronato della chiesa di Chiesa di San Giovanni Battista ad Ain Karem. Mantenne i contatti con l'oriente dove la sua fama era mantenuta viva, l'arcivescovo di Aleppo ma anche la popolazione e il governo francese ne richiesero il rientro. Proseguì la sua attivitò di traduttore anche dall'armeno.
Nel novembre del 1626 si recò a Venezia per imparare il persiano allo scopo di tradurre due testi, il Mir'at al-quds del gesuita Jerome Xavier e la confutazione di questo testo ad opera di Sayyed Ahmad Alavi, un mese dopo gli venne offerta la carica di arcivescovo di Aleppo alla quale rinunciò ritenendo troppo importante la sua attività in Italia. Obicini riuscì ad inviare le prime bozze della traduzione tra il 1626 e il 1627, nel luglio del 1627 lasciò Venezia con l'intento di accompagnare a Roma il suo insegnante di persiano che aveva espresso la volontà di convertirsi. Per motivi di salute si fermò a Milano e decise di trascorrere un periodo di riposo a Nonio. In settembre venne richiamato a Roma, non si hanno sue lettere fino al giugno del 1628 quando spiegò di non poter rientrare a causa dello stato di salute. Rientrò a Roma nel novembre del 1628 e riprese l'insegnamento dell'arabo.
Del 1631 è il suo ultimo scritto, un memoriale in cui lasciò alla Congregazione indicazioni sul prosieguo dell'attività dello studio di San Pietro in Montorio. Morì a Roma il 7 novembre del 1632.

## Scritti e opere
- Quomodo sanctam et venerabilem Nazaret ecclesiam R.P.F. Thomas a Novaria procuravit, Venezia, 1623. Relazione sull'acquisizione del santuario di Nazareth;
- Pia ac fidelis enarratio quomodo divi Iohannis Baptistae templum in Montanis Iudeae per R.P.F. Thomas a Novaria redemptum fuit, Venezia, 1623. Relazione sull'acquisizione del santuario di San Giovanni Battista ad Ain Karem;
- Ordo processionis quae fit Jersolymis, Venezia, 1623. Riti e processione al Santo Sepolcro di Gerusalemme;
- Processio celebranda ad sanctissimum nascentis Christi presepe in Betlehem, Venezia 1623. Riti e processione alla chiesa della Natività di Betlemme.
- Laudabilis consuetudo lavandi peregrinorum pedes cum processione, Venezia, 1623. Riti e processione alla chiesa del Santissimo Salvatore di Gerusalemme, contiene anche il testo del rito dell'investitura dei Cavalieri del Santo Sepolcro;
- Reditus columbae ab exploratione Terrae Sanctae, 1623. Relazione a papa Urbano VIII sui luoghi santi, conservata presso la Biblioteca apostolica vaticana, arch. Barberini;
- Isagoge, idest Breve introductorium arabicum, in Scientiam Logices ac Theses sanctae fidei, Roma, 1625. Testo destinato a spiegare concetti di filosofia e teologia orientale ai missionari diretti in Terra Santa;
- Grammatica Arabica, P. Thomae Obicini Noniensis, dioecesis Novariae, Ordinis Minorum, Roma, 1631. Traduzione commentata della grammatica araba di Ibn Ājurrūm;
- Thesaurus Arabico-Syro-Latinus, Roma 1636. Una serie di manoscritti copti che racchiudono una grammatica egiziana e un dizionario egiziano-arabo-latino.